# Psylliodes
Psylliodes là một chi bọ cánh cứng trong họ Chrysomelidae.
Chi này được miêu tả khoa học năm 1827 bởi Berthold.

## Các loài
Các loài trong chi này gồm:
- Psylliodes abdominalis Wang, 1992
- Psylliodes aemulans Har. Lindberg, 1953
- Psylliodes aereus Foudras, 1860
- Psylliodes affinis Paykull, 1799
- Psylliodes algiricus Allard, 1859
- Psylliodes altimontana Medvedev, 2003
- Psylliodes amplicollis Wollaston, 1854
- Psylliodes amurensis Nadein, 2006
- Psylliodes analogicus Nadein, 2005
- Psylliodes anatolicus Gok & Cilbiroglu, 2004
- Psylliodes angusticeps Israelson, 1980
- Psylliodes angusticeps Israelson, 1980
- Psylliodes appalachianus Konstantinov & Tishechkin, 2004
- Psylliodes astenicus Nadein, 2005
- Psylliodes attenuatus Koch, 1803
- Psylliodes azoricus Jacobson, 1922
- Psylliodes baluchistana Lopatin, 1990
- Psylliodes belarbii Doeberl, 1991
- Psylliodes biondii Leonardi, 2007
- Psylliodes brisouti Bedel, 1898
- Psylliodes burangana Chen & Wang, 1981
- Psylliodes caneparii Leonardi, 2007
- Psylliodes cantonensis Gruev, 1981
- Psylliodes cerenae Gok, Doguet & Cilbiroglu, 2003
- Psylliodes cervinoi Baselga & Novoa, 2003
- Psylliodes chalcomerus Illiger, 1807
- Psylliodes chrysocephalus Linnaeus, 1758
- Psylliodes circumdatus Redtenbacher, 1842
- Psylliodes coelestis Warchalowski, 2000
- Psylliodes concolor Nadein, 2006
- Psylliodes crambicola Lohse, 1953
- Psylliodes creticus Weise, 1888
- Psylliodes cucullatus Illiger, 1807
- Psylliodes cupreatus Duftschmid, 1825
- Psylliodes cupreus Koch, 1803
- Psylliodes danieli Weise, 1900
- Psylliodes diversicolor Nadein, 2006
- Psylliodes dogueti Warchalowski, 1993
- Psylliodes drusei Furth, 1983
- Psylliodes dulcamarae Koch, 1803
- Psylliodes elongata Wang, 1992
- Psylliodes erberi Döberl, 1995
- Psylliodes erberi Doeberl, 1995
- Psylliodes feroniae Leonardi, 1978
- Psylliodes feroniae Leonardi, 1978
- Psylliodes fiorellae Leonardi, 1978
- Psylliodes fiorellae Leonardi, 1978
- Psylliodes frivaldszkyi Weise, 1888
- Psylliodes fusiformis Illiger, 1807
- Psylliodes gibbosus Allard, 1860
- Psylliodes glaber Duftschmid, 1825
- Psylliodes gougeleti Allard, 1859
- Psylliodes gyirongana Chen & Wang, 1981
- Psylliodes heikertingeri Jacobson, 1922
- Psylliodes hermonensis Furth, 1983
- Psylliodes hispanus Heikertinger, 1911
- Psylliodes hospes Wollaston, 1854
- Psylliodes huaxiensis (Wang, 1992)
- Psylliodes hyoscyami Linnaeus, 1758
- Psylliodes illyricus Gruev & Leonardi, 1993
- Psylliodes illyricus Leonardi & Gruev, 1993
- Psylliodes infandus Nadein, 2005
- Psylliodes inflatus Reiche, 1858
- Psylliodes instabilis Foudras, 1860
- Psylliodes insularis Nadein, 2006
- Psylliodes isatidis Heikertinger, 1912
- Psylliodes kiesenwetteri Kutschera, 1864
- Psylliodes kikuyuanus Biondi, 1996
- Psylliodes konstantinovi Lopatin, 1997
- Psylliodes laevicollis Dufour, 1851
- Psylliodes laevifrons Kutschera, 1864
- Psylliodes laticollis Kutschera, 1864
- Psylliodes laurisilvae Biondi, 1987
- Psylliodes laurisilvae Biondi, 1987
- Psylliodes laxus Nadein, 2006
- Psylliodes leonhardi Heikertinger, 1926
- Psylliodes littoralis Biondi, 1997
- Psylliodes longicornis Wang, 1992
- Psylliodes luridipennis Kutschera, 1864
- Psylliodes luteolus O. F. Müller, 1776
- Psylliodes macellus Weise, 1900
- Psylliodes magnificus Gruev, 1975
- Psylliodes marcidus Illiger, 1807
- Psylliodes marcosellai Biondi, 1996
- Psylliodes maroccanus Heikertinger, 1916
- Psylliodes masai Biondi, 1996
- Psylliodes metatarsalis Leonardi, 2007
- Psylliodes milleri Kutschera, 1964
- Psylliodes napi Fabricius, 1792
- Psylliodes nyalamana Chen & Wang, 1981
- Psylliodes obscuroaeneus Rosenhauer, 1856
- Psylliodes ozisiki Leonardi & Arnold, 1995
- Psylliodes pallidicolor Pic, 1903
- Psylliodes pallidipennis Rosenhauer, 1856
- Psylliodes parodii Leonardi, 2007
- Psylliodes petasatus Foudras, 1860
- Psylliodes picinus Marsham, 1802
- Psylliodes picipes Redtenbacher, 1849
- Psylliodes puncticollis Rosenhauer, 1856
- Psylliodes pyrenaeus Heikertinger, 1921
- Psylliodes pyritosus Kutschera, 1864
- Psylliodes rambouseki Heikertinger, 1909
- Psylliodes reitteri Weise, 1888
- Psylliodes rhaicus Jacobson, 1922
- Psylliodes ruffoi Leonardi, 1975
- Psylliodes ruficolor Doguet, 1992
- Psylliodes ruficolor Doguet, 1992
- Psylliodes saulcyi Allard, 1867
- Psylliodes schwarzi Weise, 1900
- Psylliodes semicnemis Gruev, 1990
- Psylliodes solarii Leonardi, 1975
- Psylliodes sophiae Heikertinger, 1914
- Psylliodes springeri Leonardi, 1975
- Psylliodes stolidus Wollaston, 1860
- Psylliodes sturanyi Apfelbeck, 1906
- Psylliodes subaeneus Kutschera, 1867
- Psylliodes submontanus Nadein, 2006
- Psylliodes takizawai Gruev, 1990
- Psylliodes tarsatus Wollaston, 1854
- Psylliodes teresae Biondi, 1996
- Psylliodes testaceoconcolor Heikertinger, 1926
- Psylliodes thlaspis Foudras, 1860
- Psylliodes toelgi Heikertinger, 1914
- Psylliodes umbratilis Wollaston, 1854
- Psylliodes vehemens Wollaston, 1854
- Psylliodes vindobonensis Heikertinger, 1914
- Psylliodes wachsmanni Csiki, 1903
- Psylliodes wrasei Leonardi & Arnold, 1995
- Psylliodes wrasei Leonardi & Arnold, 1995
- Psylliodes wunderlei Döberl, 1998
- Psylliodes wunderlei Doberl, 1998
- Psylliodes yalvacensis Gok, 2005